# ویلن گابریلیان
ویلن کارنی گابریلیان (ارمنی: Վիլեն Կարենի Գաբրիելյան؛ زادهٔ ۲۵ اوت ۱۹۸۳) یک سیاستمدار اهل ارمنستان است که از تاریخ ۲۰۲۱ تا کنون سمت نمایندگی دوره هشتم مجلس ملی جمهوری ارمنستان را برعهده داشت.

## زندگی‌نامه
در ۲۵ اوت ۱۹۸۳ در باکو به دنیا آمد و از دانشگاه پزشکی دولتی ایروان فارغ‌التحصیل شد. 